# Ostreida
Ordre
Synonymes
- Pteriida Newell, 1965
- Ostreoida

Les Ostreida (anciennement Ostreoida) constituent un ordre de mollusques bivalves marins, qui comprend notamment les huîtres. 

## Caractéristiques
Ce sont généralement de solides bivalves sessiles d'eaux tempérées ou subtropicales. Leur manteau sécrète une nacre très appréciée par l'artisanat, et de nombreuses espèces sont capables de produire des perles.
Plusieurs espèces sont pêchées ou élevées pour leur chair ou leur nacre, et certaines font l'objet d'un important commerce international. 

## Liste des sous-taxons
Selon World Register of Marine Species (18 avril 2016) :
- super-famille Ostreoidea Rafinesque, 1815
  - famille Arctostreidae Vialov, 1983 †
  - famille Eligmidae Gill, 1871 †
  - famille Gryphaeidae Vialov, 1936
  - famille Ostreidae Rafinesque, 1815
- super-famille Pinnoidea Leach, 1819
  - famille Pinnidae Leach, 1819
- super-famille Posidonioidea Neumayr, 1891 †
  - famille Aulacomyellidae Ichikawa, 1958 †
  - famille Daonellidae Neumayr, 1891 †
  - famille Halobiidae Kittl, 1912 †
  - famille Posidoniidae Neumayr, 1891 †
- super-famille Pterioidea Gray, 1847 (1820)
  - famille Bakevelliidae King, 1850 †
  - famille Cassianellidae Ichikawa, 1958 †
  - famille Kochiidae Frech, 1891 †
  - famille Malleidae Lamarck, 1818
  - famille Pergamidiidae Cox, 1964 †
  - famille Plicatostylidae Lupher & Packard, 1929 †
  - famille Pteriidae Gray, 1847 (1820)
  - famille Pterineidae Meek, 1864 †
  - famille Pulvinitidae Stephenson, 1941
  - famille Vlastidae Neumayr, 1891 †
- super-famille Rhombopterioidea Korobkov, 1960 †
  - famille Rhombopteriidae Korobkov, 1960 †
  - famille Umburridae Johnston, 1991 †

## Galerie

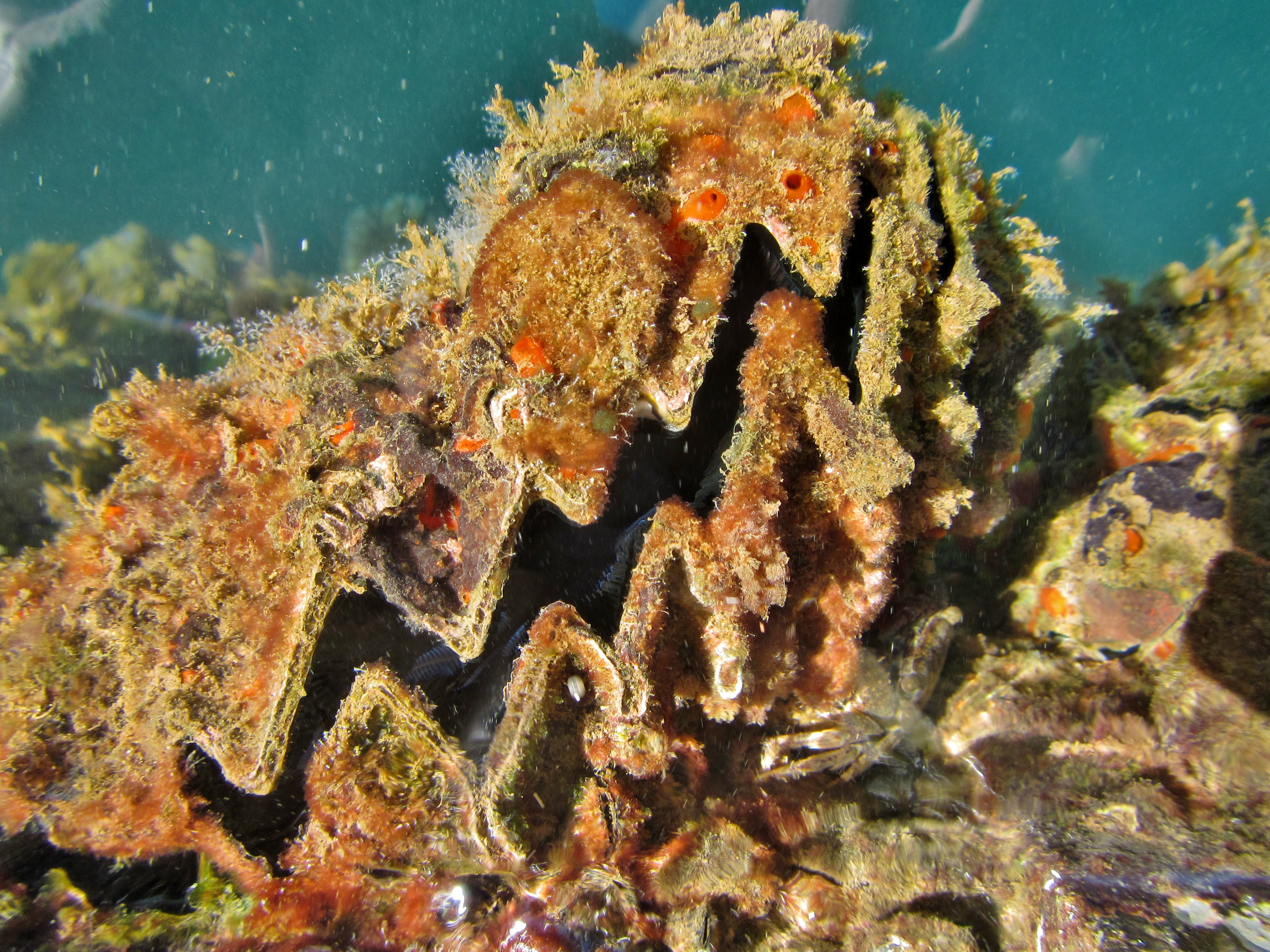
Hyotissa hyotis (Gryphaeidae)
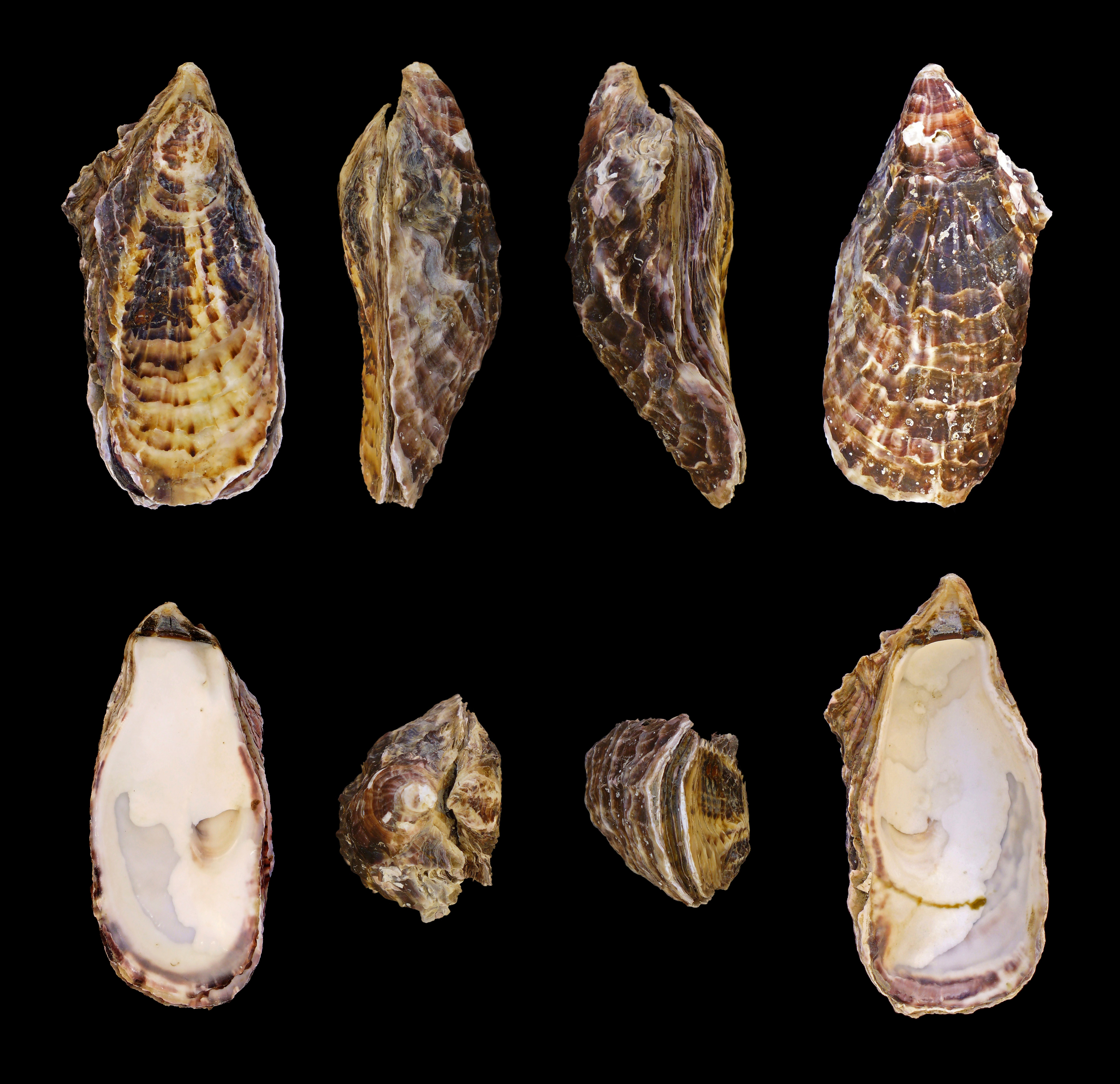
Crassostrea gigas (Ostreidae)
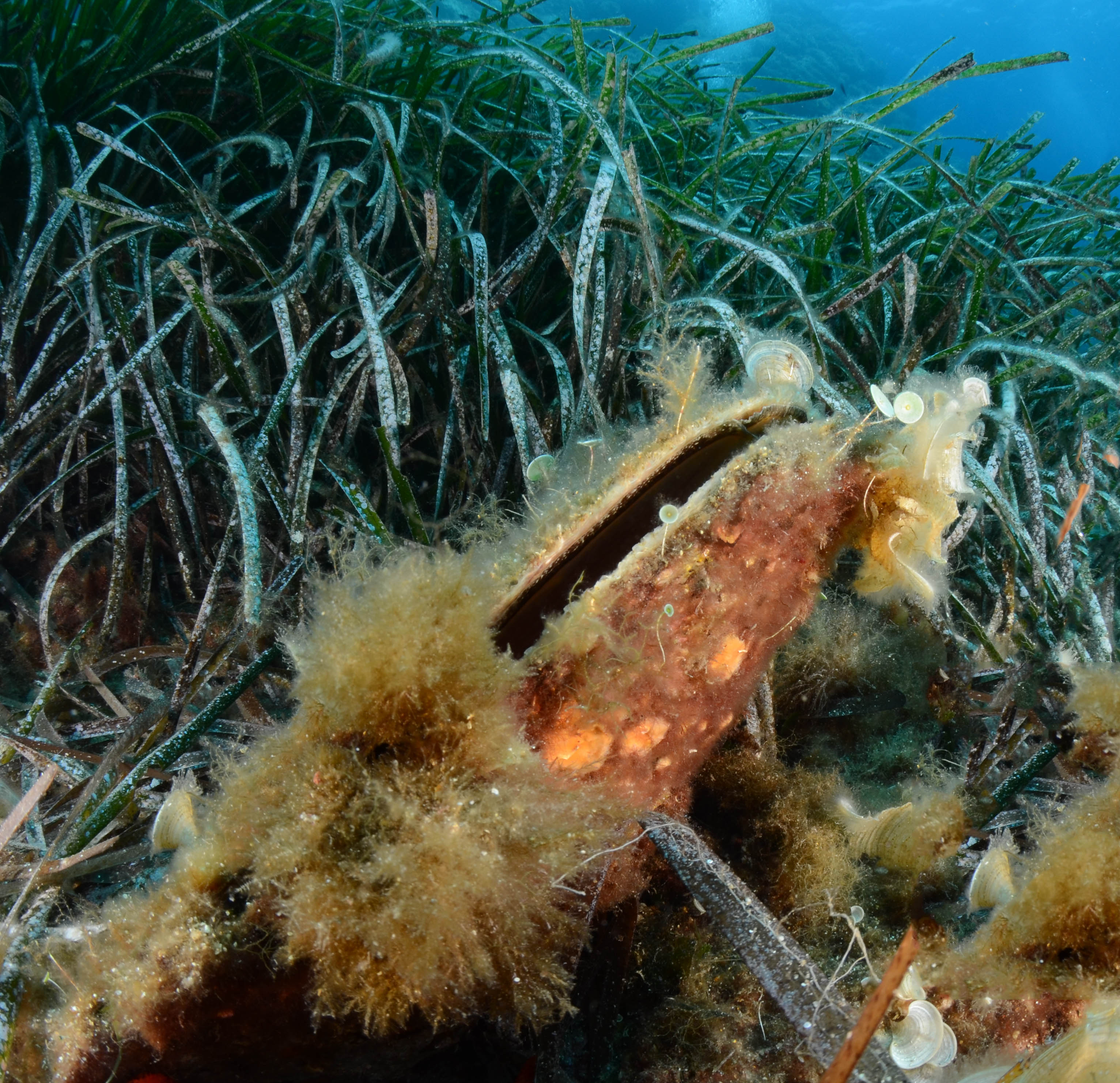
Pinna pectinata (Pinnidae)
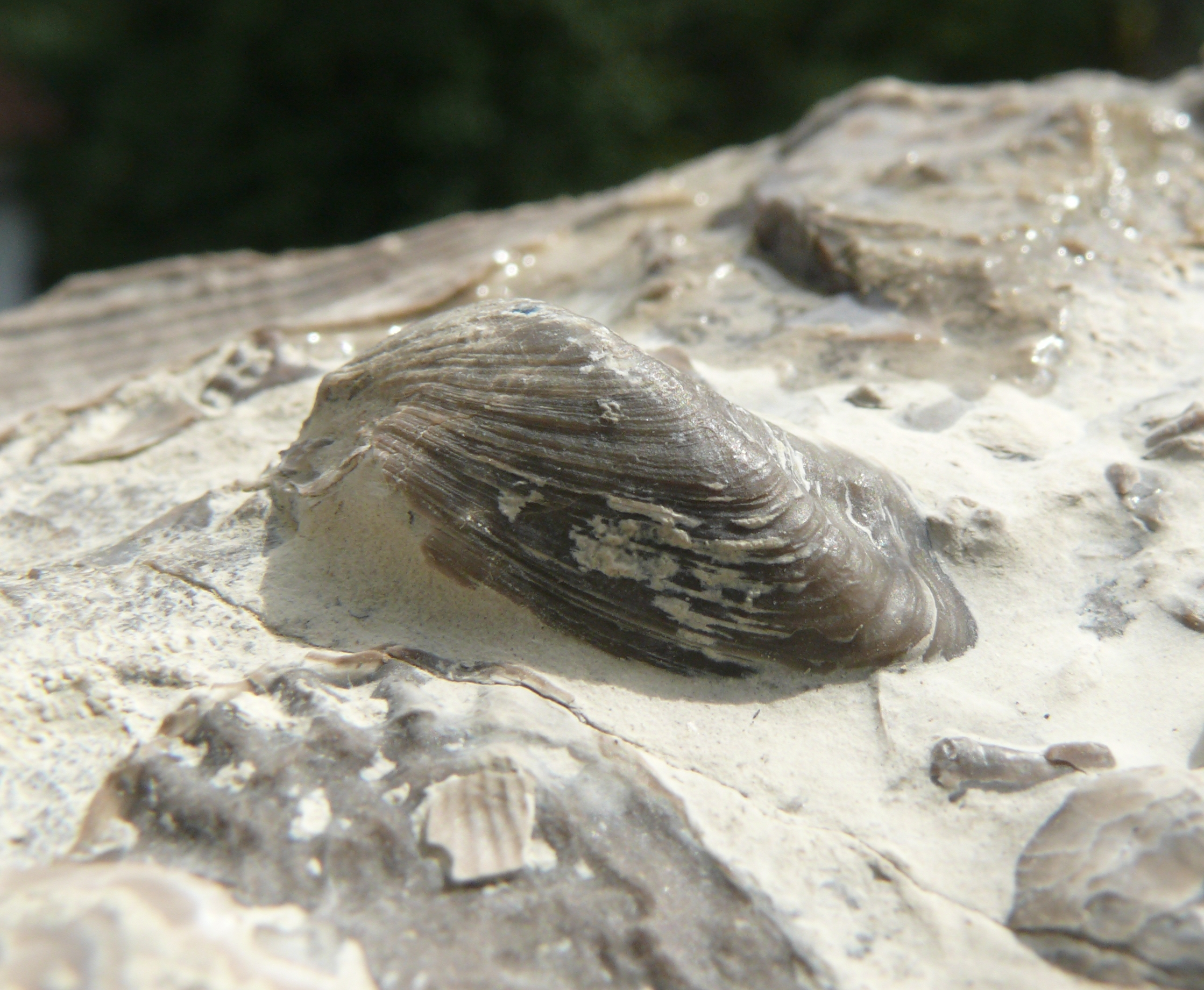
Fossile de Hoernesia socialis (Bakevelliidae)
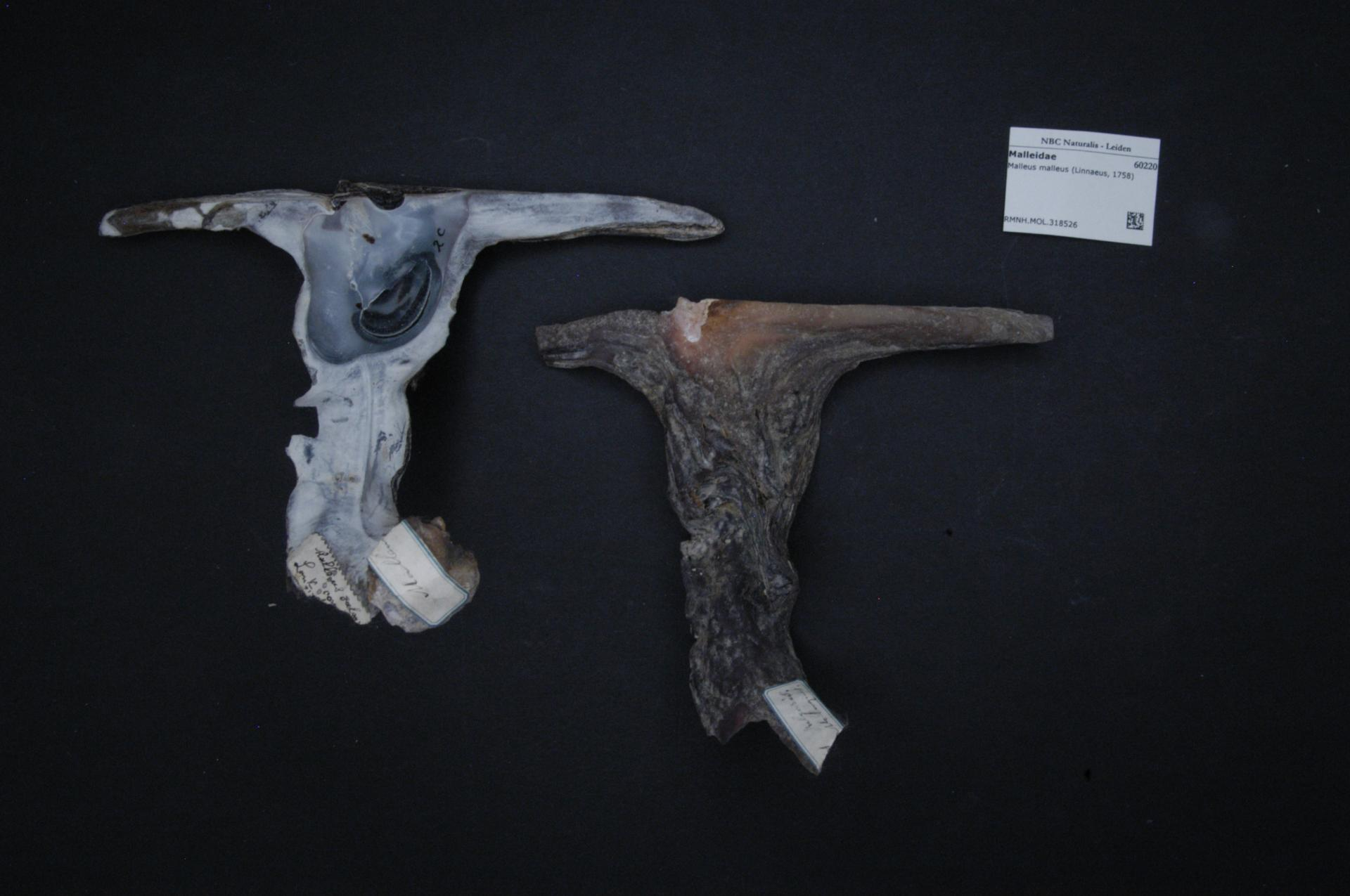
Malleus malleus (Malleidae)
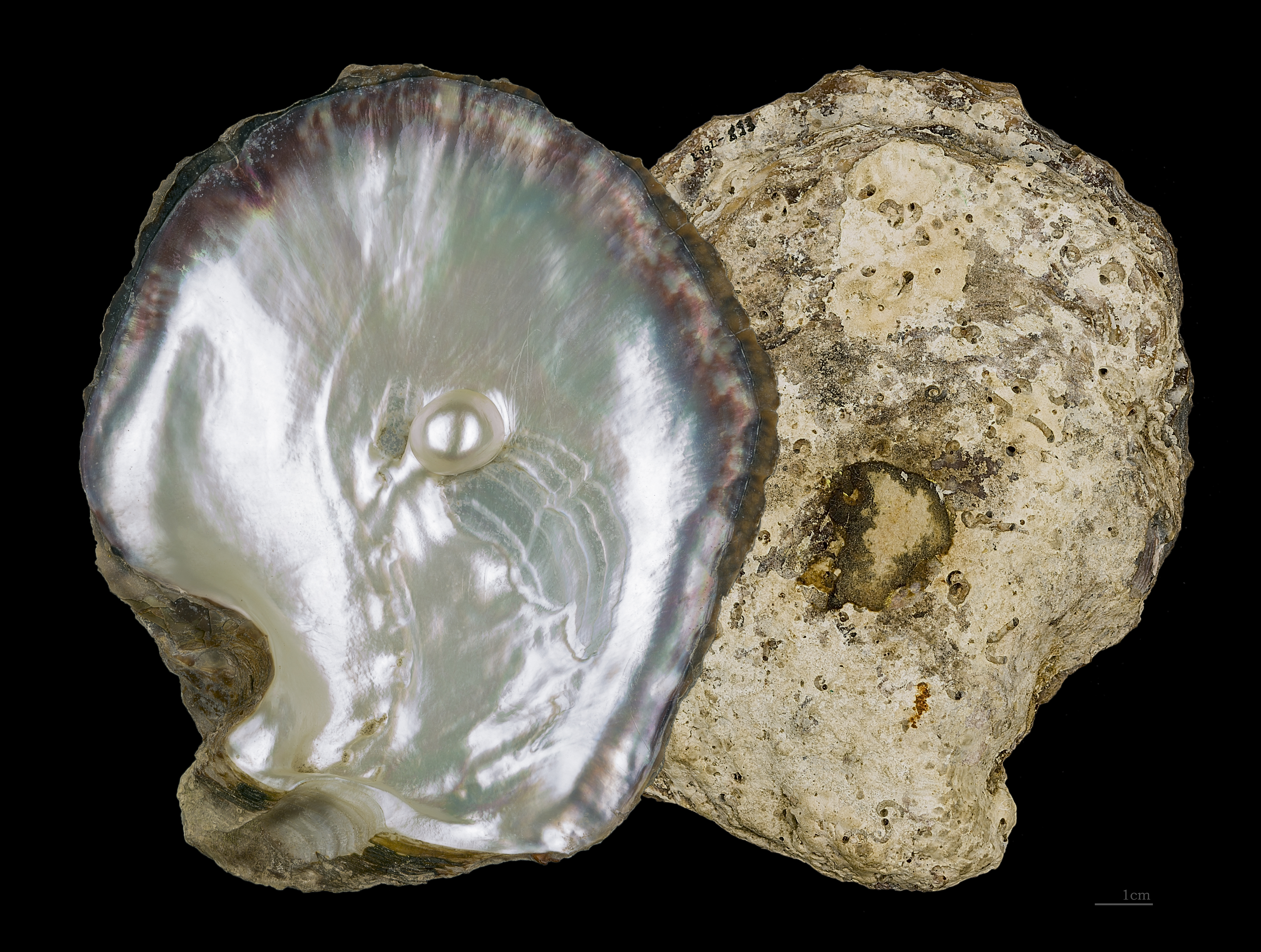
Pinctada margaritifera (Pteriidae)
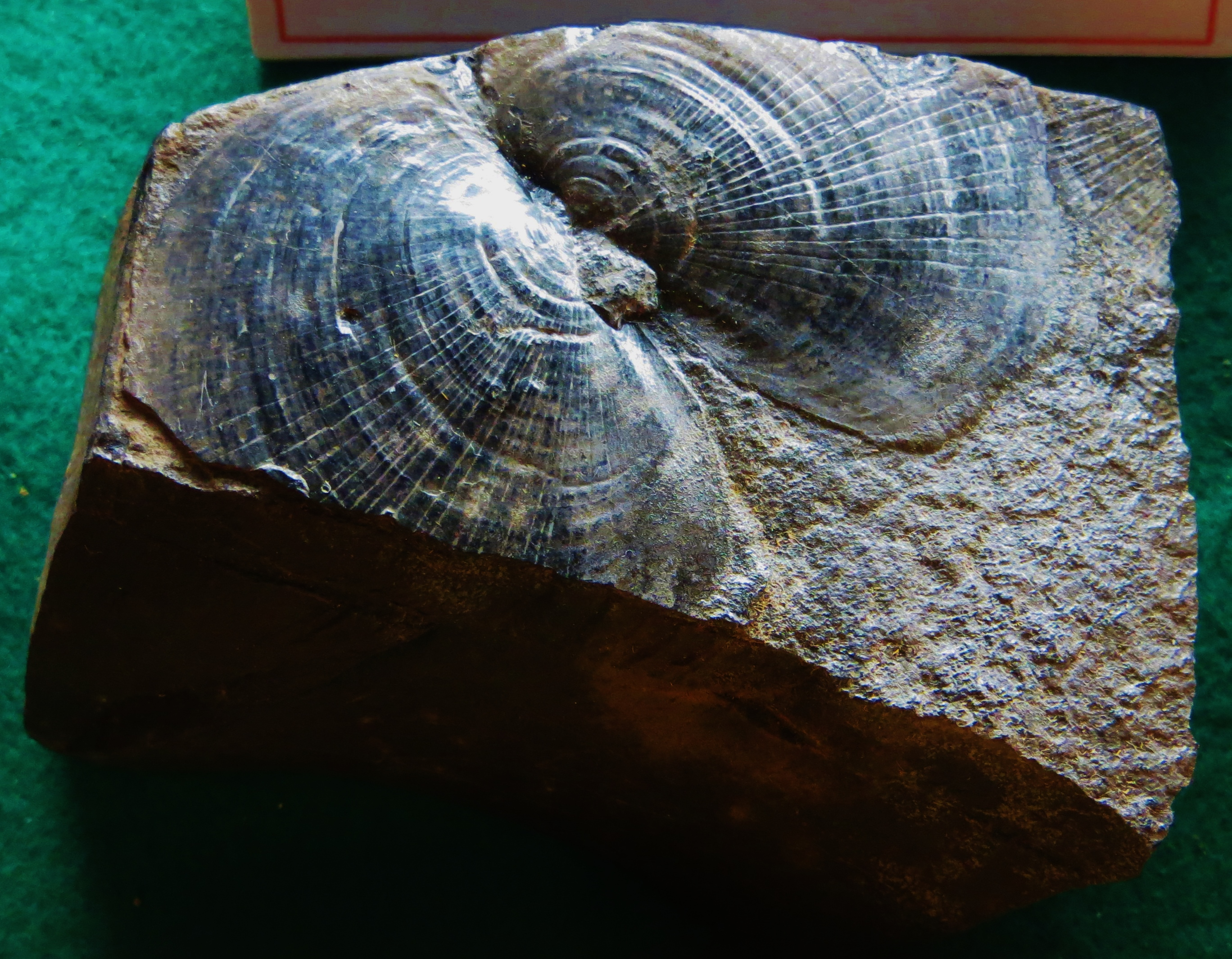
Fossile de Daonella moussoni (Posidoniidae)